# Edmond Konrád
Edmond Konrád (30. května 1889 Praha – 9. května 1957 Praha) byl český dramatik a divadelní kritik.

## Životopis
Narodil se v rodině advokáta Gustava Konráda a klavíristky Heleny Konrádové, rozené Röslerové. V letech 1899 – 1907 studoval na gymnáziu v Křemencové ulici, později studoval historii na Filozofické fakultě UK, kterou úspěšně absolvoval v roce 1912.
Byl zaměstnán krátce v knihovně Národního muzea a po návratu z vojenské služby nastoupil v roce 1919 do tiskového odboru Čs. červeného kříže. V tomtéž roce odešel do Univerzitní knihovny v Praze, kde pracoval do roku 1925 jako knihovník.
V dalších letech se zabýval dramatickou tvorbou a působil jako divadelní kritik – referent v časopise Národní obrození (1929–1937) a v Lidových novinách (1937–1940). Byl funkcionářem českého PEN klubu a pracoval v Dramatickém svazu a od roku 1939 v Kruhu spisovatelů. Publikoval mj. v České revue a časopisech Květy, Tribuna, Cesta, Kritika, Přítomnost, Rozpravy Aventina, Literární noviny, Lidová demokracie, Zpravodaji Společnosti bratří Čapků aj. a přispíval do sborníků.
Používal pseudonymů Adam Zima, Beneš Musil, Emil Kolda, Iček a šifer Delta, kd, kd., -kd-, Kd.
Během nacistické okupace nesměl jako neárijský míšenec publikovat a pracoval jako pomocný dělník. Po válce se vrátil jako divadelní referent do Lidových novin. Po únoru 1948 po kritickém referátu k Honzlovu provedení Gogolova Revizora v Národním divadle mu byla další činnost divadelního referenta znemožněna a pracoval jako knihovník a později jako korektor v nakladatelství Čs. spisovatel.
Jeho manželkou byla Božena Scheinpflugová, dcera spisovatele a novináře Karla Scheinpfluga, starší sestra herečky Olgy Scheinpflugové.
Zemřel roku 1957 a byl pohřben na Olšanských hřbitovech.

## Dílo, výběr

### Dramata
- 1923 Návrat mládí (napsáno pod pseudonymem Adam Zima)
- 1924 Širočina
- 1925 Komedie v kostce
- 1927 Rodinná záležitost
- 1928 Olbřím
- 1930 Nahý v trní
- 1932 Kvočna (zfilmováno 1937, režie Hugo Haas)
- 1934 Edison čili Čaroděj z Menlo
- 1935 Příchod Čechů
- 1937 Ráj srdce
- 1937 Kde se žebrá (zfilmováno 1938 – Svět, kde se žebrá – režie Miroslav Cikán)
- 1946 Skřivan a smršť (hlavní role napsána přímo pro Olgu Scheinpflugovou [5])
- 1948 Student Jan – O Janu Husovi

### Další tvorba
- 1928 O Anně Sedláčkové – monografie
- 1935 Mámení po převratu – román
- 1957 Nač vzpomenu – paměti

## Divadelní provedení díla, výběr
- 1911 Žluté růže, Národní divadlo, režie Gustav Schmoranz
- 1920 Návrat mládí, Divadlo na Vinohradech, režie Václav Vydra
- 1922 Javor, Divadlo na Vinohradech, režie Karel Dostal
- 1926 Komedie v kostce, Stavovské divadlo, režie Karel Dostal
- 1928 Olbřím, Divadlo na Vinohradech, režie Jan Bor
- 1930 Nahý v trní, Stavovské divadlo, režie Karel Dostal
- 1934 Edison, Národní divadlo, režie K.H.Hilar
- 1937 Kde se žebrá, Stavovské divadlo, režie Karel Dostal
- 1937 Ráj srdce, Komorní divadlo, režie František Salzer